# Иераполь
Иераполь, также Иераполис или Гиераполис (Ἱεράπολις, в переводе с др.-греч. — «священный город», тур. Hierapolis) — античный город, развалины которого находятся в 17 км от турецкого города Денизли. Современное название местонахождения Иераполиса — Памуккале. Важный центр туризма Турции.

## История
Первые постройки на месте Иераполя появились во II тыс. до н. э. Царь Пергама Евмен II в 190 г. до н. э. построил новый город на этом месте и назвал его Иера́полис. Город впоследствии был разрушен землетрясением и отстроен заново. В 133 г. до н. э. город перешёл под покровительство Рима. Впоследствии полис сильно пострадал от землетрясения в 17 г. н. э. Постепенно Гиераполис вновь отстраивается и в 60-е годы I века приобретает известность в римских аристократических кругах как курорт. Наступает расцвет города. Город сыграл важную роль в распространении христианства. В 90 году в нём был распят на кресте вниз головой и мучительно погиб один из 12 апостолов — св. Филипп.
Константин Великий сделал Гиераполис столицей области Фригия и одновременно центром епископства. Позднее, в 395 году, город переходит под управление Византии. Во времена раннего Средневековья (1097 год) Гиераполис был передан турецкому султану в качестве военной компенсации. В дальнейшем полис, наряду с расположенными рядом городами Лаоди́кия и Колоссы, является спорной территорией и несколько раз переходит из рук в руки. Окончательно город переходит под власть турок в 1210 году. В 1354 году мощное Фракийское землетрясение окончательно разрушило город.

## История исследования
Первые раскопки в Иераполе производились, начиная с 1887 года, немецкой группой археологов во главе с Карлом Хуманном. Результаты были опубликованы в 1897 году. Современный этап исследований Иераполиса начался в 1957 году. Институт Археологии Италии отправил на раскопки группу археологов под руководством проф. др. Паоло Верцоне. С 1973 года данная группа производит ещё и реставрационные работы. Археологические и реставрационные работы продолжаются и в настоящее время членами MAIER (Итальянская миссия в Иераполисе) под руководством профессора Франческо Д'Андрия.

## Достопримечательности

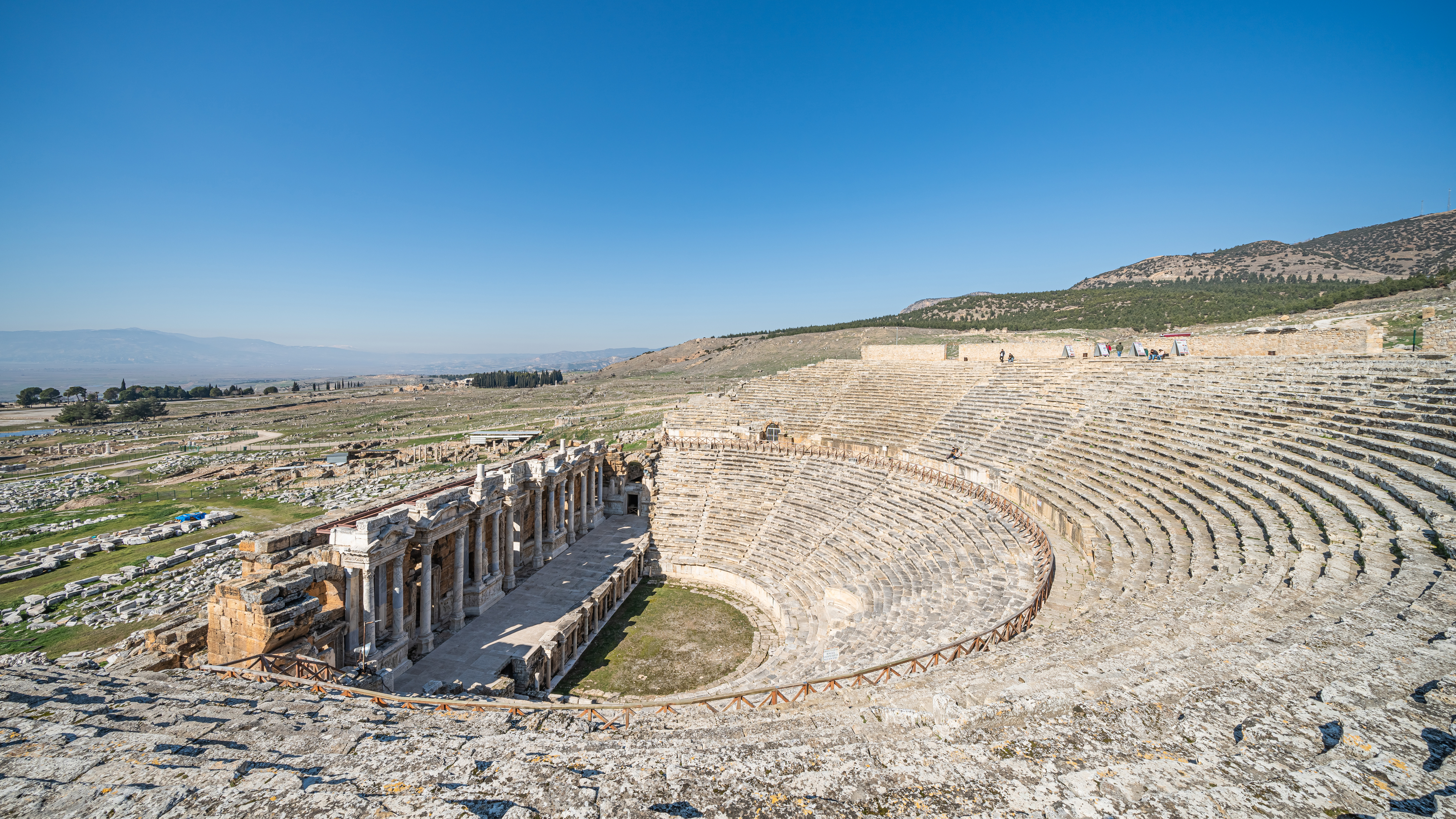
Римский театр в Иераполе

- Некрополь — крупнейший античный некрополь на территории Турции
- Бассейн Клеопатры — действующие ванны с тёплой минеральной водой. Возникли на месте римских бань, разрушенных во время землетрясения.
- Римский театр — один из крупных античных театров в Турции. Вместимость — 10-12 тысяч зрителей. Руины театра подверглись масштабной реконструкции в период 1960-2013 гг.
- Мартирий св. Филиппа — развалины мартирия (сооружения в честь христианских мучеников над местом их мучения, смерти или погребения) св. Филиппа, одного из двенадцати апостолов Христовых, погибшего в Иераполисе в 80 году н.э.[1][2]
- Храм Аполлона — развалины храма Аполлона, крупнейшего храма в городе.
- Травертины — масштабные известковые отложения, см. Памуккале.
- Плутоний — развалины языческого храма, возведённого в честь бога подземного царства мёртвых Плутона.

## Иераполь Фригийский и Иераполь Сирийский
Иераполь — наименование нескольких городов древности..
Иераполь Фригийский находился в южной части Фригии (в средней части Малой Азии), между реками Ликусом и Меандром, в древности довольно значительный город, особенно славившийся добычей мрамора и термальными источниками. Ныне носит турецкое название Памуккале (в переводе с турецкого языка означает Хлопковая Крепость). Иераполь Сирийский, позже у греков — Бамбика; со времен Константина Великого — главный город Евфратской провинции; в настоящее время сохранились развалины у нынешнего Мембиджа.